# Шупик, Григорий Сакович
Григорий Сакович Шупик (16 января 1915, Софиевская Борщаговка, Киево-Святошинский район — 6 июля 1992, Киев) — заместитель командира эскадрильи 43-го гвардейского штурмового авиационного полка, 230-й штурмовой авиационной дивизии, 4-й воздушной армии, 2-го Белорусского фронта, гвардии лейтенант. Герой Советского Союза.

## Биография
Родился 16 января 1915 года в селе Софийская, ныне Борщаговка Киево-Святошинского района Киевской области. Украинец. Член КПСС с 1942 года. В 1935 году окончил Артемовский керамико-механический техникум и аэроклуб.
В 1936 году призван в ряды Красной Армии. Стал курсантом Киевского авиационного училища, которое закончил в 1937 году и служил в должности лётчика-инструктора. В боях Великой Отечественной войны с марта 1942 года. Воевал на Южном, Северо-Кавказском, в Отдельной Приморской армии и на 2-м Белорусском фронтах.
В составе 4-й воздушной армии громил противника в Восточной Пруссии, штурмовал крепости Кёнигсберг, Данциг, Гдыню, форсировал реки Вислу и Одер и на завершающем этапе участвовал в Берлинской операции. На этом длинном боевом пути штурман эскадрильи Г. С. Шупик не раз водил в бой своих штурмовиков.
Дважды его сбивали, дважды был он ранен, но снова каждый раз возвращался в свой родной полк, писал на фюзеляже самолёта свой № 13 и поднимался в воздух. Последний боевой вылет он совершил 5 мая 1945 года, когда повёл группу штурмовиков на остров Рюген и бомбовым ударом потопил вражеский корабль с фашистскими головорезами. А через месяц прославленный лётчик шагал в колонне лучших воинов 2-го Белорусского фронта по Красной площади на Параде Победы.
Указом Президиума Верховного Совета СССР от 18 августа 1945 года за совершение 249 успешных боевых вылетов и проявленные при этом мужество и героизм гвардии лейтенанту Григорию Саковичу Шупику присвоено звание Героя Советского Союза с вручением ордена Ленина и медали «Золотая Звезда».
Тяжёлые ранения заставили Г. С. Шупика уйти в запас. В 1946 году он вернулся домой. Окончил Киевский государственный университет имени Т. Г. Шевченко и Высшую партийную школу, работал в органах МВД. Жил в Киеве. Майор в отставке Г. С. Шупик отдавал много сил и времени военно-патриотическому воспитанию молодёжи, выступал по радио, телевидению и в периодической печати. Скончался 6 июля 1992 года. Похоронен в Киеве на Софийско-Борщаговском кладбище.

## Награды
Награждён орденом Ленина, двумя орденами Красного Знамени, орденами Отечественной войны 1-й степени, Красной Звезды, медалями.